# Eiken
Eiken es una comuna suiza del cantón de Argovia, situada en el distrito de Laufenburgo. Limita al noreste con la comuna de Sisseln, al este con Kaisten, al sureste con Oeschgen, al sur con Frick, al suroeste con Schupfart, y al oeste con Münchwilen.

## Ciudades hermanadas
- Eicken-Bruche
- Eke
- Eecke.